# 밸러리 하퍼
밸러리 하퍼(Valerie Harper, 1939년 8월 22일 ~ 2019년 8월 30일)는 미국의 배우이다.

## 텔레비전
- 형사 콜롬보
- 존 덴버
- 머펫 쇼
- 더 레이트 레이트 쇼 (미국의 텔레비전 프로그램)
- 천사의 손길
- 멜로즈 플레이스
- 마술사 오펜
- 섹스 앤 더 시티
- 요절복통 70쇼
- 엔터테인먼트 투나잇
- 오프라 윈프리 쇼
- 위기의 주부들
- 체인지 디바
- 심슨 가족
- 핫 인 클리블랜드
- 더 뷰 (텔레비전 프로그램)
- 댄싱 위드 더 스타 (미국의 텔레비전 프로그램)
- 아메리칸 대드!
- 투 브로크 걸스